# Fej-törzs minta
A fej-törzs minta gyakori XML minta, amit például a SOAP protokoll használ. Hasznos, ha egy üzenet vagy adatcsomag metaadatokat igényel. A metaadatok keverése az adatokkal zavart okozhat. A mintában a metaadatokat headerként strukturálják, ezt borítékként is ismerik. A normál adatokat a törzs tartalmazza. Az XML használható mind a fej, mind a törzs leírására. Lásd XML protokoll.

## Fordítás
Ez a szócikk részben vagy egészben  a   Head–body pattern című angol Wikipédia-szócikk fordításán alapul.  Az eredeti cikk szerkesztőit annak laptörténete sorolja fel. Ez a jelzés csupán a megfogalmazás eredetét és a szerzői jogokat jelzi, nem szolgál a cikkben szereplő információk forrásmegjelöléseként.